# Bacongo
Pour les articles ayant des titres homophones, voir Bakongo et Bas-Congo.
 (mai 2012).
Si vous disposez d'ouvrages ou d'articles de référence ou si vous connaissez des sites web de qualité traitant du thème abordé ici, merci de compléter l'article en donnant les références utiles à sa vérifiabilité et en les liant à la section « Notes et références ».
Bacongo (s’écrit également Bakongo) est l'un des plus anciens arrondissements de Brazzaville. 
C'est le deuxième arrondissement de Brazzaville, avec une superficie de 7,39 km2 pour une population de 80 000 habitants. Il est limité au nord par l’arrondissement 3 Poto–Poto, au sud et à l'est par le fleuve Congo et à l’ouest par l’arrondissement 1 Makélékélé.

## Histoire
L’arrondissement de Bacongo a été créé par arrêté no 2624 du 31 décembre 1943, par le gouverneur général de l’Afrique Equatoriale Française (A.E.F) Félix Éboué. Il est appelé à cette époque Commune Indigène de Bacongo (CIB) constituée de trois petits villages à savoir le village Bakongo (Dahomey) vers la case de Gaulle, le village Liberté vers Mbama Mpissa et le village Loango à Moukoundzi – Ngouaka.

### Autres détails historiques
Un char de Pascal Lissouba, détruit, traîne sur le bord de la route à quelques mètres du Marché Commission.
Bacongo a été le fief des « ninjas » de Bernard Kolélas pendant le conflit civil de 1997, qui a organisé son ravitaillement par Kinshasa via de petits ports informels reliés par des pirogues, comme celui de la Main Bleue port ou de la Case de Gaulle. S'ils ont perdu leur essence initiale, ceux-ci sont aujourd'hui encore fonctionnels et alimentent à la fois trafic informel de marchandises légales, et trafic de contrebande de produits prohibés, comme des munitions pour armes.
Bacongo est le quartier où est née la SAPE avec l'avenue Matsoua comme couloir de la mode. Jeunes et adultes viennent de partout pour montrer leur capacité à marier les couleurs et l'élégance.

## Points géographiques particuliers
L’arrondissement de Bacongo est subdivisé en 9 quartiers, à savoir : La glacière, Dahomey, Mbama, Nimbi, Nkéoua (ou Nkewa) Joseph, Cinq chemins, Tahiti, Saint-Pierre-Claver et Mpissa (ou Mpisa).

### Case de Gaulle
Bacongo abrite la « Case de Gaulle », qui fut la résidence du président français Charles de Gaulle pendant la Seconde Guerre mondiale. 
Cette superbe bâtisse surplombe le fleuve Congo et est entourée de grands jardins. L'ambassadeur de France au Congo y tient résidence.
Les violents affrontements de 1998 se sont déroulées juste aux abords de la résidence.

### Quartiers et rues

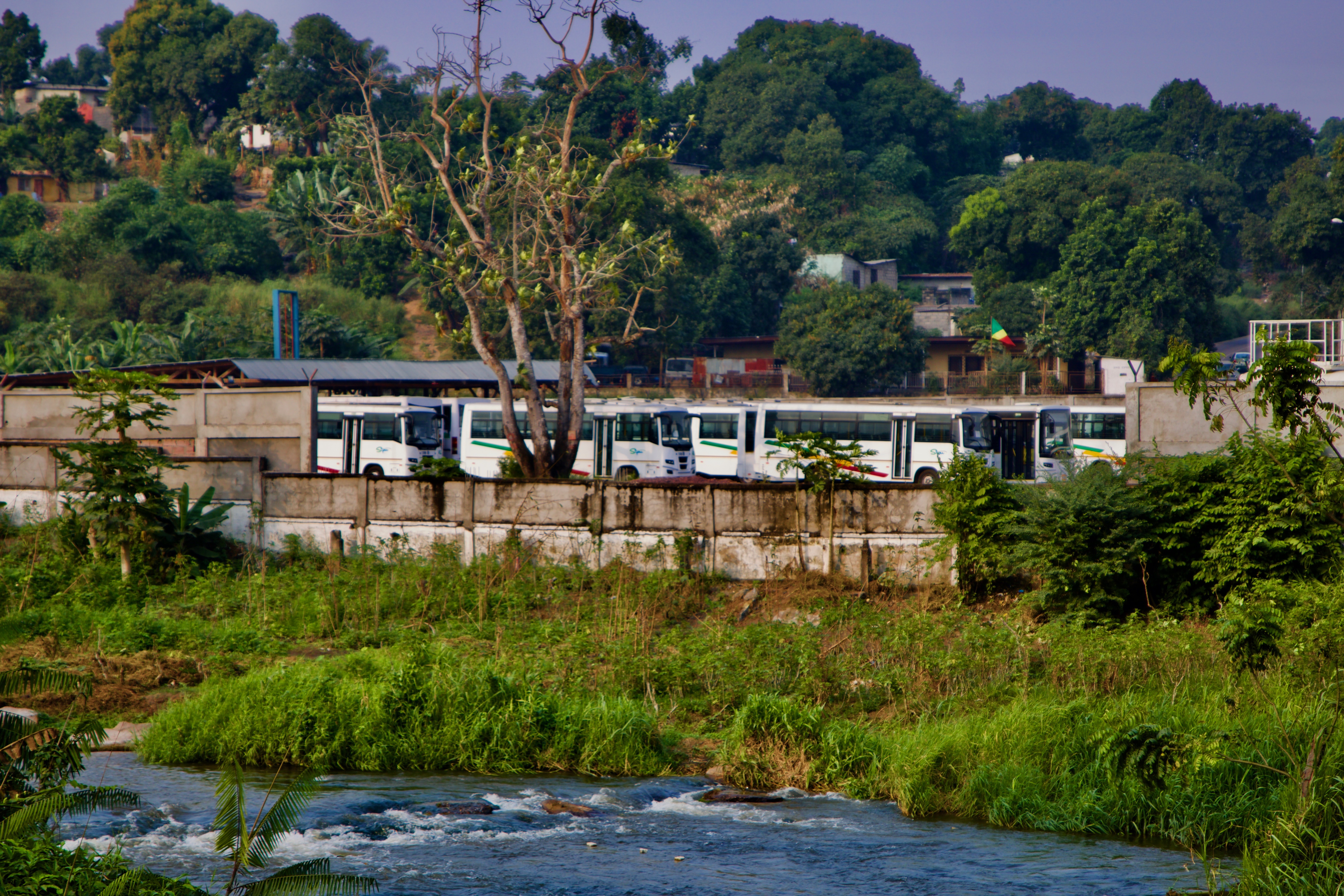
Terminus de bus à Bacongo.

Certaines rues et avenues sont baptisées avec des noms de français célèbres : Augagneur, Surcouf, Guynemer. D'autres artères rappellent des périodes de l'histoire comme l'Avenue des « 3 Francs » , lieu réputé où devait être payé le tribut des colonisés aux colons, il y a plus d'un siècle.
Le quartier La glacière abrite le Palais du peuple (Résidence du Président de la République). 
Bacongo est desservi par la ligne de bus à sens unique depuis Rond-Point-Makélékélé, Commission.

### Églises
Bacongo abrite encore les églises Saint-Pierre-Claver, et Notre-Dame-du-Rosaire qui sont des chefs-d'œuvre de l'architecture franco-congolaise.

### Marchés
Le marché Total est le plus grand de la ville. Citons également le Marché Commission.

## Administration
La Mairie de l’arrondissement de Bacongo regorge de 2 types des services, que sont :
- Les Services municipaux qui comprennent : le Service administratif et du personnel et le Service de la réglementation.
- Les Services déconcentrés que sont : le Bureau d’hygiène, la Culture et Arts, l’Inspection des sports de l’éducation physique et sportive, le Foyer d’animation et de l’éducation civique, le Sous-secteur de l’agriculture et de l’élevage, le Centre d’identification civile de Bacongo, le Bureau communal des migrations, la Circonscription domaniale, la Circonscription du cadastre, l’Inspection de l’enseignement primaire et la Circonscription d’action sociale.

La Mairie de Bacongo propose par ailleurs des services d’établissement et de légalisation de pièces d’État civil comme : les actes de naissance et de mariage, les attestations de vente de voitures, de vélomoteurs, de parcelles, de prise en charge, de cession de parcelles, les autorisations parentale, de sortie, de perception des allocations familiales, les duplications d’acte de naissance, de mariage, les légalisations des copies, extraits d’acte de naissance, de mariage et de diplômes, les certificats de coutume, de concubinage, de non séparation de corps et de non remariage, les certificats d’hébergement étranger, d’hébergement national, de personnalité, de résidence, de destruction, de non inscription de l’acte, les contrats de toute nature, les engagements décennaux, les fiches familiales et individuelles d’État civil, les procurations, les procès-verbaux et les testaments.
L’arrondissement de Bacongo, de 1956 à nos jours, a connu plusieurs administrateurs maires, notamment :
- Martial Kongo (1945-1949)
- François Niamankessi (1949-1956)
- Jean Biyoudi (1956-1959)
- Nestor Nkanza (1959-1963)
- Arthur Boloko (1963-1969)
- Antoine Miayitoukou (1969-1972)
- Jean Baptiste Mpemba  (1972-1974)
- Étienne Youdi (1974-1979)
- Charles Sounga (1979-1984)
- Albert Samba (1984-1989)
- Brice Hilaire Ounounou (1989-1991)
- Omer Defoudoux (1991-1992)
- Michel Sondjo (1992-1993)
- Jean Félix Missamou (1993-1995)
- Abel Mokono (1995-1998)
- Dominique Ntsiete (1998-1999)
- Aimé Ounounou (1999-2002)
- Prosper Massolola Mahoukou (2002-2003)
- Gomez de Mackanda (2003-2009)
- Raymond Kouba (2009-2015)
- Simone Loubienga (depuis 2015)

## Quartiers
Au plan administratif, l’arrondissement 2 Bacongo est subdivisé en 9 quartiers, 63 zones et 475 blocs.
Ses quartiers sont: 	
- 21	La glacière
- 22	Dahomey
- 23	Mbama
- 24	Nimbi
- 25	Nkéoua (s’écrit également Nkewa ou Nkeua) Joseph
- 26	Cinq chemin
- 27	Tahiti
- 28	Saint Pierre Claver
- 29	Mpissa (s’écrit également Mpisa)